# Medical Investigation
Medical Investigation är en amerikansk TV-serie från 2004.
Serien handlar om ett team från National Institutes of Health som är specialiserade på epidemier. Det blir ofta en kamp mot klockan för att finna orsaker och botemedel, eftersom fler och fler patienter insjuknar eller avlider.

## Rollfigurer
- Neal McDonough spelar Dr. Stephen Connor som är teamets chef. Hans arbete gör att han inte kan tillbringa så mycket tid med familjen som han önskar. Connor var tidigare kapten i US Army, och stred i Gulfkriget.
- Kelli Williams spelar Dr. Natalie Durant som är expert inom patologi och epidemiologi. Hon ifrågasätter ofta Connor, även om hon är teamets andrechef.
- Christopher Gorham spelar Dr. Miles McCabe; den nyaste och yngste i teamet och försöker ständigt visa sitt kunnande.
- Troy Winbush spelar Frank Powell en skicklig medicinsk utredare som är vän med Connor sedan tidigare. Han har tidigare tjänstgjort i US Navy.
- Anna Belknap spelar Eva Rossi; teamets mediasamordnare som förhindrar att teamets undersökningar orsakar panik hos allmänheten.